# NGC 124
NGC 124 es una galaxia espiral localizada en la constelación de Cetus. Fue descubierto por Truman Henry Safford el 23 de septiembre de 1867. La galaxia fue descrita como "muy débil, grande, difusa, 2 estrellas débiles hacia el noroeste" por John Louis Emil Dreyer, el compilador del Nuevo Catálogo General.